# Wehrtechnik

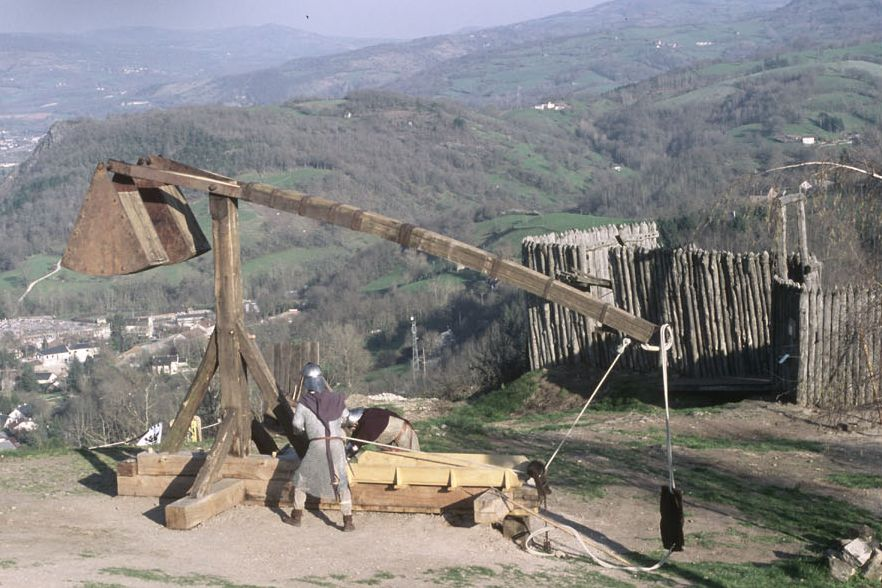
Historische Belagerungstechnik: Trebuchet

Als Wehrtechnik (auch Militärtechnik, Kriegstechnik oder Verteidigungstechnik) bezeichnet man den technischen Aufbau militärischer Rüstungsgüter. Wehrtechnik ist ein wesentlicher Bestandteil von Wehrmaterial.

## Technik
Auch als Militär- oder Kriegstechnik bezeichnet, versteht man darunter verschiedene Ingenieurwissenschaften, die die militärische Weiterentwicklung und Nutzung von Technik aus dem zivilen Bereich (z. B. Flug- und Kettenfahrzeuge) oder Spezialentwicklungen, insbesondere von Waffen, zum Inhalt hat. Ebenso bezeichnet werden auch die Verfahren, die sich mit der Entwicklung und Produktion von Militär- und Rüstungsgütern befassen.
Viele zivil genutzte Technologien stammen aus der Militärtechnik (z. B. Radar und GPS).
Einige deutsche Unternehmen vermeiden die nach Militär klingenden Begriffe aus Imagegründen und bezeichnen entsprechende Zweige ihrer Betriebe als Sondertechnik.
Die Rüstungsindustrie ist der Hauptentwickler und -produzent von Militärtechnik.

## Geschichte

### Frühzeit und Entstehung von Wehrtechnik
Die Geschichte der Wehrtechnik ist seit jeher mit der Geschichte der Waffentechnik verwoben. Die Entstehungsgeschichte von Waffen liegt in deutlich früheren Zeiten und lange vor der Entstehung des Militärs oder Streitkräften in militärischen Sinne. 

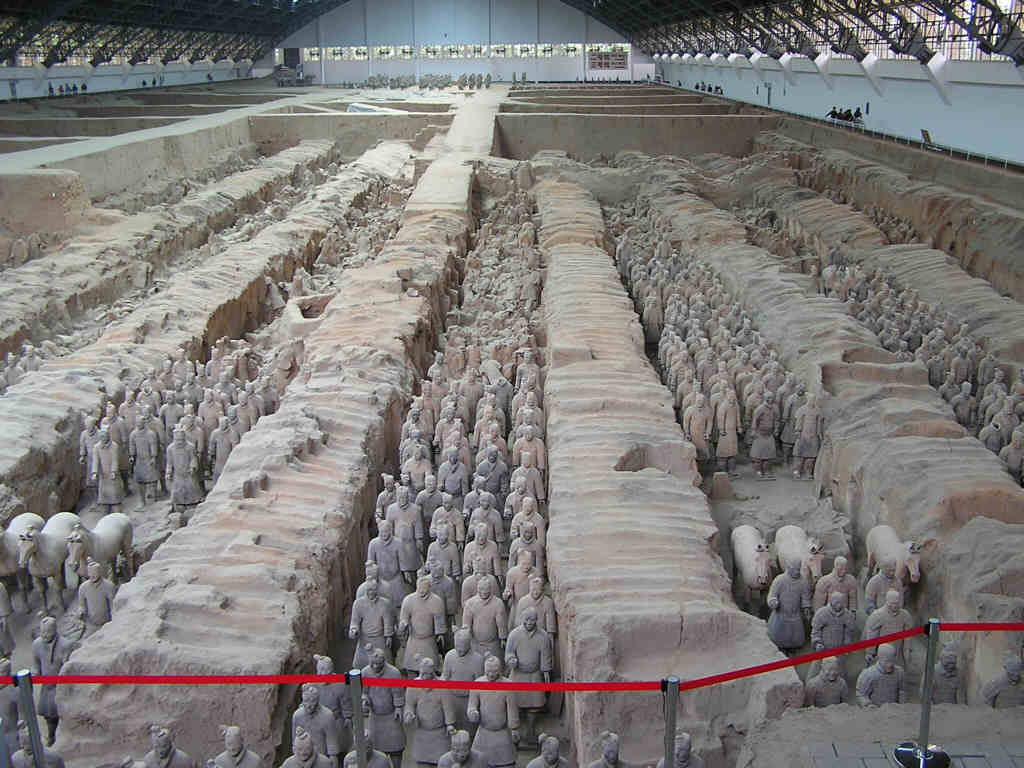
Die Terrakottaarmee des Kaisers Qin Shihuangdi

Der Bedarf systematisch Wehrtechnik oder Rüstungstechnik zu entwickeln, zu produzieren und logistisch zu verwalten, wuchs erst mit der soziokulturellen Evolution von Zivilisationen, die in der Lage waren Streitkräfte und Militär zu organisieren und zu unterhalten. Ein technischer Aspekt liegt in der Entwicklungsgeschichte der Metallurgie, denn erst seit der Bronzezeit wurde es etwa im 3. Jahrtausend v. Chr. möglich, Wehrtechnik und Waffen systematisch anzufertigen.
Der weitere Fortschritt der Wehrtechnik war stets von dem jeweiligen Wissen zur Technologie und den Zivilisationen getragen. Seit nun 5.000 Jahren oder 3.000 v. Chr. zeugen die Heeresausrüstungen der Urkaiser Chinas bis zur Terrakottaarmee von wehrtechnischem Geschick und logistischen Leistungen, was bis in das 21. Jahrhundert in China gepflegt wird. Sumerische Wehrtechnik und des Militärwesens im Alten Ägypten wurde von Griechen im Heer Alexanders des Großen und den Römern mit ihren Römische Legionen, Auxiliartruppen und der Römischen Marine jeweils bis zu den Grenzen des Machbaren und Sinnvollen weiter entwickelt. Wehrtechnik stand schon in frühen Zeiten vor der Aufgabe, umfangreiche Streitkräfte auszurüsten. Über Wanderschaft und Handwerk verbreitete sich das Wissen in den jeweiligen Kulturkreisen im Orient und im mittelalterlichen Okzident. Der Wissenstransfer zur Wehrtechnik wurde mit allen Kontinenten durch die weltweite Seefahrt gefördert.

### Wehrtechnik im Wandel der Neuzeit

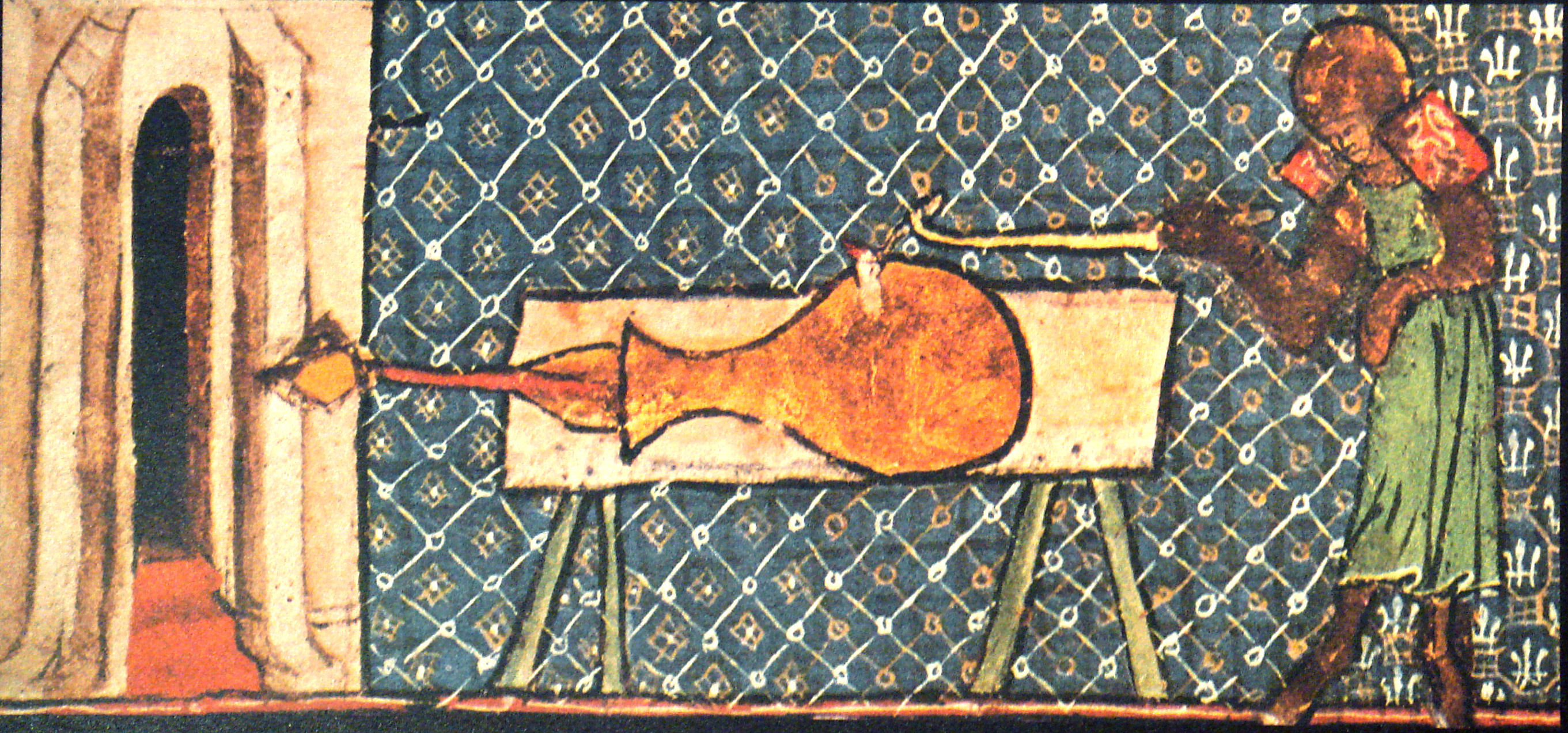
Der Feuertopf des Walter de Milemete (1326)

Diese Art der Ausrüstung verlor mit zunehmender Verbreitung von Feuerwaffen an Bedeutung. Die Entwicklung von Feuerwaffen brachte für die Wehrtechnik völlig neue Anforderungen. Zu den Schriften wehrtechnischen Inhalts des Mittelalters und der Frühen Neuzeit gehören etwa das Liber Ignium („Feuerbuch“) des Marcus Graecus aus dem 13. Jahrhundert, das Kriegsbuch des Büchsenmeisters Konrad Kyeser von Eichstätt in lateinischer Sprache (Bellifortis) aus dem Jahr 1405 und das so genannte Feuerwerkbuch von 1420, welches 1529 in Augsburg durch Heinrich Stainer erstmals gedruckt wurde.
Die Neuzeit mit ihrem technologischen Fortschritt ging Hand in Hand mit der Wehrtechnik. Die Thermodynamik wurde zu einer Disziplin, deren Bedeutung für die Wehrtechnik bis in das 21. Jahrhundert nicht weg zu denken ist. Als Pionier der Thermodynamik ist Benjamin Thompson (Graf von Rumford) mit seinen Beobachtungen zum Wärmeäquivalent bekannt. Er widerlegte 1798 mit seinen Versuchen zum Kanonenbohren die Wärmestofftheorie Caloricum von Antoine Laurent de Lavoisier und ebenfalls die noch frühere Theorie zum Phlogiston. Die Fortschritte in Werkstoffverarbeitung und Fertigungsverfahren ermöglichten die Ausstattung von Armeen mit einheitlicher Wehrtechnik. Napoleon erkannte dies und ließ Pistolen, Gewehre und Kanonen von den wachsenden Manufakturen der aufkeimenden französischen Rüstungsindustrie fertigen. Auch an anderen Standorten wandelten sich die früheren Zeughäuser zu Zentren der Büchsenmacherei und Geschützfertigung, wie es beispielsweise zur Entstehungsgeschichte von Mauser in Oberndorf bekannt ist. Das 19. Jahrhundert mit seinen Kriegen, der fortschreitenden Industrialisierung und den zahlreichen Erfindungen für militärische Anwendungen beschäftigte einen wachsenden Kreis von Menschen in der Wehrtechnik, die dadurch größere volkswirtschaftliche Bedeutung erlangte.

### Wehrtechnik im 20. Jahrhundert

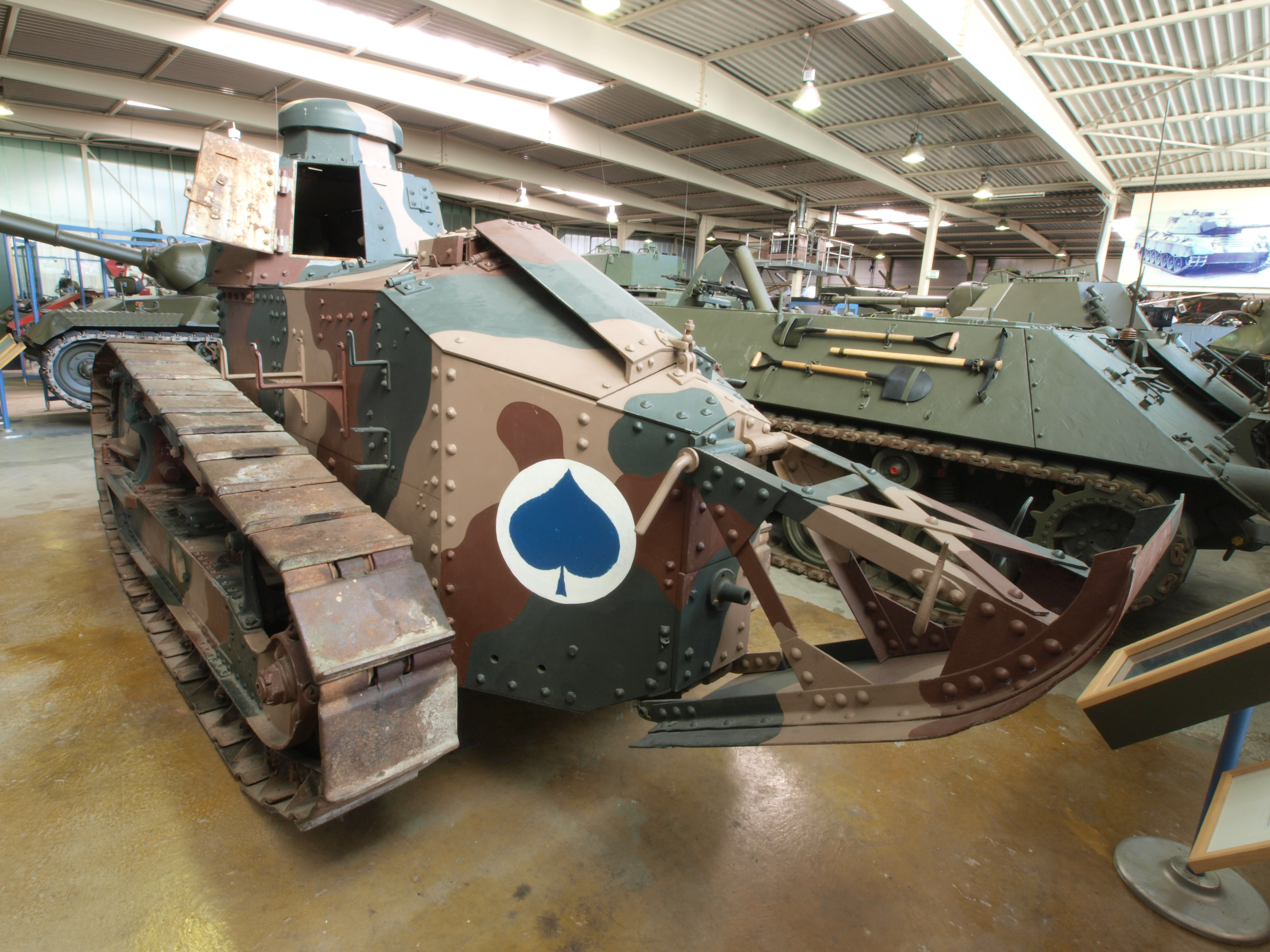
Renault FT der Panzer betritt das Schlachtfeld

Der Erste Weltkrieg wurde für die Wehrtechnik ein Höhepunkt, was sowohl die finanziellen Aufwendungen, die Menge an produziertem Material, die internationale Verbreitung und auch die Wirkung auf täglich tausende von Kriegstoten anbelangt. Dem folgte in den 1920er-Jahren zunächst eine Phase der Beruhigung in der Wehrtechnik, die dennoch für Auswertung der Erfahrungen aus dem Krieg genutzt wurde. Während im Ersten Weltkrieg die Motorisierung der Armeen noch in den Kinderschuhen steckte, entwickelte man in den 1920er- und 1930er-Jahren zunehmend besser einsetzbare Panzerfahrzeuge. Die Zeiten der Doppeldeckerflugzeuge vom Ersten Weltkrieg wurden in der Fliegerei mit moderneren Ganzmetallflugzeugen abgelöst. Alle Bereiche beim Militär sollten moderne Geschütze bekommen. Auch die Marinetechnik machte Fortschritte, was besonders U-Boote und Torpedos betraf. Die internationalen finanziellen Folgen des Ersten Weltkrieges und die Deutsche Inflation 1914 bis 1923 waren kaum überwunden als es am 24. Oktober 1929 in New York City zu einem Börsenkrach kam, der nachfolgend eine Weltwirtschaftskrise auslöste. Für die Wehrtechnik bedeutete dies gleichzeitig eine Zeit, in der fast alle Entwicklungen angehalten wurden, bis etwa um 1936 die größten wirtschaftlichen Probleme gelöst waren.

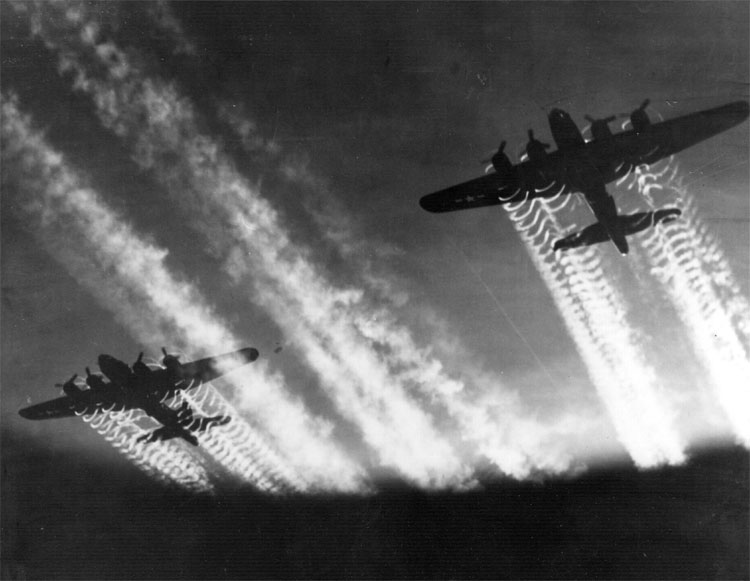
B-17 Flying Fortress im Luftkrieg

Der Zweite Weltkrieg, seine Vorbereitung, seine Dauer und sein Umfang machten erneut die Wehrtechnik zu einem militärisch unverzichtbaren Bereich. Erneut waren die finanziellen Aufwendungen, die Menge an produziertem Material, die internationale Verbreitung und auch die Wirkung auf Kriegstote von enormen Ausmaß. Die Bandbreite der Entwicklungen zur Wehrtechnik kannte kaum Grenzen und ging über industrielle Rationalisierung für Kleinteile oder Verbrauchsmaterial, von Uniformknöpfen über Essgeschirr und Militärverpflegung, von Schlachtschiffen oder Flugzeugträgern bis zur Raketentechnologie und Atombombenforschung. Die Arbeitskräfte zur Ausführung reichten kaum aus, so dass man bereit war oder den Zwang erkannte das Arbeitsleben umzustellen. Frauenarbeit und Kriegsgefangene sollten dem Arbeitskräftemangel abhelfen. Wiederum folgte nach dem Krieg ein Zusammenbruch der Wehrtechnik bei den Besiegten. Die Kriegsgewinner brachten die Atombombe zur Funktion und nutzen alsbald erneut die Erfahrungen des Kriegs für neue wehrtechnische Entwicklungen.
Der Kalte Krieg von 1947 bis 1989 beschäftigte die Wehrtechnik für die nächsten vier Dekaden hauptsächlich mit laufenden Modernisierungen und der Bereithaltung eines waffentechnisch ausgeglichenen Bedrohungspotentials. An etlichen Konfliktherden wurden dennoch Kriege geführt von denen beispielsweise der Vietnamkrieg oder der Irakkrieg besonders bekannt sind. Auch länger dauernde Konflikte in Afghanistan oder Syrien und etliche weitere Konflikte in Afrika und anderen Teilen der Welt wurden von der Wehrtechnik mit etlichen Verbesserung des Kriegsmaterials begleitet.

### Wehrtechnik im 21. Jahrhundert

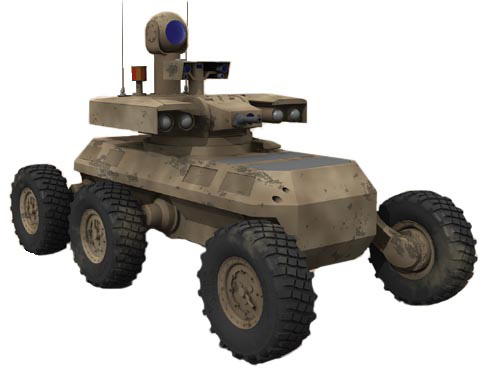
Ferngesteuerter Panzer: Armed Robotic Vehicle vielleicht die Zukunft mit Future Combat Systems im 21. Jahrhundert.

Die Entspannung der weltweiten Sicherheitslage wurde durch die Terroranschläge am 11. September 2001 nachhaltig gestört. In der Folge wurden international die Überwachungsanstrengungen ausgeweitet und in entsprechende Infrastruktur investiert. Die Ausgaben für Militärtechnik wurde in vielen Ländern zurück gefahren und Infrastruktur für Produktion von Militärmaterial abgebaut. Dennoch wurden von den meisten Rüstungsherstellern neue Produkte entwickelt und mit Exporten weiterhin umfangreiche Geschäfte gemacht.
Im Jahr 2022 wurde der Krieg in der Ukraine zu einem Prüf- und Wendepunkt für die Verteidigungspolitik etlicher Staaten. Bereits im Jahr 2022 wurde für die Wehrtechnik erheblicher Nachholbedarf zu Fertigungskapazitäten, Logistik und Entwicklung festgestellt.

## Organisationen zur Wehrtechnik

Wehrtechnik in der Bundeswehr

Nachfolgend eine Überblick von bekannten Organisationen und Stellen, die in Deutschland mit Wehrtechnik beschäftigt oder verbunden sind:
- Bundesakademie für Wehrverwaltung und Wehrtechnik (2012 im Bildungszentrum der Bundeswehr integriert)
- Bundesministerium der Verteidigung (mit Amt für Rüstung und Wehrtechnik (ARWT))
- Bundesnachrichtendienst Abteilung Technik und Wissenschaft (Abteilung TW)
- Bundesverband der Deutschen Sicherheits- und Verteidigungsindustrie
- Carl-Cranz-Gesellschaft e. V.
- Deutsche Gesellschaft für Wehrtechnik
- Wehrbeauftragter des Deutschen Bundestages

Organisation zur Wehrtechnik in der Bundeswehr
| Bundesamt für Ausrüstung, Informationstechnik und Nutzung der Bundeswehr (BAAINBw), Koblenz  |
| Wehrtechnische Dienststelle für landgebundene Fahrzeugsysteme, Pionier- und Truppentechnik   |
| Wehrtechnische Dienststelle für Schutz- und Sondertechnik                                    |
| Wehrtechnische Dienststelle für Luftfahrzeuge und Luftfahrtgerät der Bundeswehr              |
| Wehrtechnische Dienststelle für Schiffe und Marinewaffen, Maritime Technologie und Forschung |
| Wehrtechnische Dienststelle für Informationstechnologie und Elektronik                       |
| Wehrtechnische Dienststelle für Waffen und Munition                                          |
| Wehrtechnische Studiensammlung Koblenz (nationales Wehrtechnikarchiv und Fachbibliothek)     |

## Publikationen zur Wehrtechnik
Nachfolgend ein Überblick von Periodika, die regelmäßig zur Wehrtechnik veröffentlichen:
- Europäische Sicherheit & Technik
- Jane’s Information Group mit mehreren Publikationen
- Hardthöhenkurier
- Militärtechnischer Bote
- Wehrtechnik
- Wehrtechnische Monatshefte
- siehe auch Kategorie:Militärische Fachzeitschrift (Deutschland)